# Cornelius Hubertus Carolus Grinwis
Cornelius' of Cornelis Hubertus Carolus Grinwis (Haarlem, 9 maart 1831 – Baarn, 25 december 1899) was een Nederlands wiskundige, natuurkundige en hoogleraar in Delft en Utrecht. 
Grinwis begon als docent natuurkunde aan de Koninklijke Academie te Delft in 1861, en was hoogleraar aan de Polytechnische School te Delft van 1864 tot 1867, en daarna aan de Universiteit van Utrecht, alwaar hij ook rector magnificus was in het studiejaar 1875-1876.

## Levensloop
Grinwis was de zoon van Pieter Thomas Grinwis, hoofdingenieur bij Rijkswaterstaat, en Wilhelmina Josina Hullink. Hij studeerde aan de Universiteit Utrecht en promoveerde aldaar op 3 juli 1858 tot doctor in de filosofie op een proefschrift: Specimen physicomathematicum de distributione fluidi electrici in superficie conductoris.
Grinwis zocht een werkkring bij het onderwijs en werd achtereenvolgens in 1857 en 1859 leraar in de wiskunde aan het gymnasium te Deventer en te Delft. Bij Koninklijk besluit van 23 april 1861 werd hij benoemd tot leraar in de natuurkunde aan de Koninklijke Akademie ter opleiding van burgerlijke ingenieurs. Met de overgang naar de nieuw opgerichte Polytechnische school werd hij aldaar per 29 juni 1864 hoogleraar.

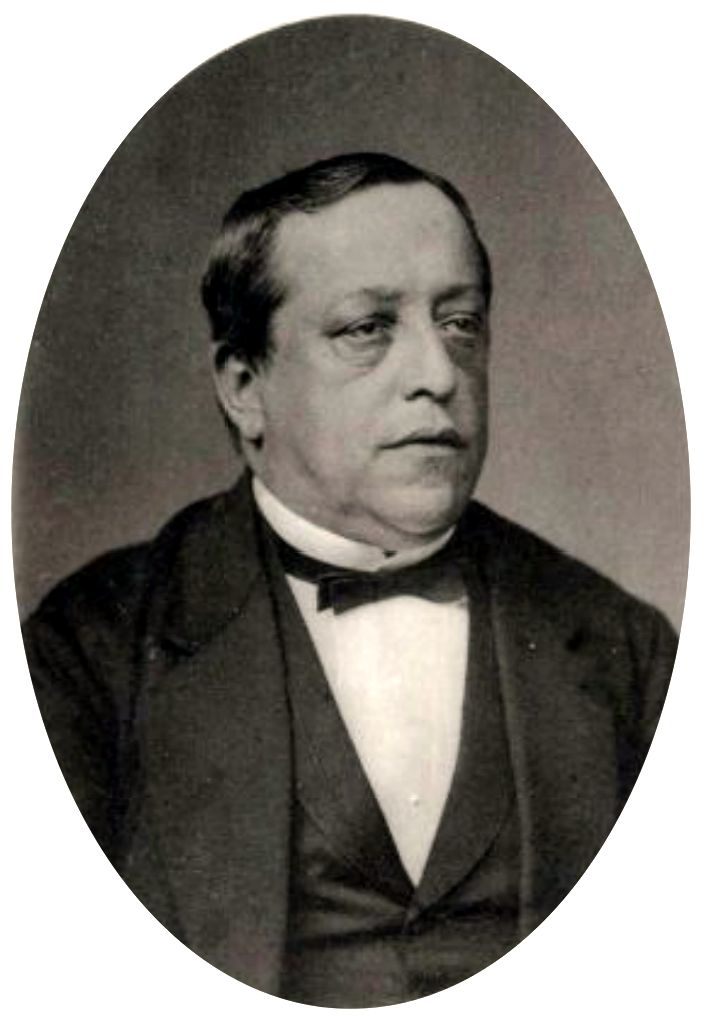
C.H.C Grinwis, ca. 1875

In 21 juni 1867 volgde een benoeming tot hoogleraar in de wiskunde aan de Universiteit van Utrecht, die hij aanvaardde met een inaugurele rede: Over de waarde der wiskunde voor de beoefening der physica.
In het studiejaar 1875-1876 trad Grinwis op als rector magnificus van de Universiteit van Utrecht. Ter afsluiting van dit rectoraat sprak hij een rede, later gepubliceerd, over Otto van Rees (1825-1868), hoogleraar rechtsgeleerdheid en statistiek in Utrecht.
Grinwis was voornamelijk actief op het gebied van de wiskundige fysica. Hij schreef hierover talrijke artikelen in tijdschriften, zoals: Verslagen en mededeelingen der Kon. Acad. v. Wetenschappen, Archives néerlandaises des sciences exactes et naturelles. Exner, en Rep. phys.
Sinds 1869 was hij lid van de Koninklijke Nederlandse Akademie van Wetenschappen. In 1895 werd hij door ziekte gedwongen zijn taak tijdelijk neer te leggen, en reeds het volgend jaar ontving hij op zijn verzoek zijn ontslag. Hij trok zich hierop te Baarn terug, waar hij 25 december 1899 overleed.

### Personalia
Grinwis was op 9 augustus 1858 te Ouddorp getrouwd met Jozina Johanna Baaltje van Kerkwijk, telg uit het geslacht Van Kerkwijk. Ze kregen een zoon, Abraham Willem Grinwis (ca. 1868-1875)

## Publicaties, een selectie
- C.H.C. Grinwis. Specimen physico-mathematicum de distributione fluidi electrici in superficie conductoris ..., Post, Uiterweer & soc., 1858.
- C.H.C. Grinwis. Over de waarde der wiskunde voor de beoefening der physica. 1867.[4]
- C.H.C. Grinwis. Het leven van den Hoogleeraar R. van Rees. Rede, uitgesproken bij het nederleggen van het rectoraat der Utrechtsche Hoogeschool den 28 Maart 1876, Utrecht: Kemink, 1876.
- C.H.C. Grinwis. Wiskundige theorie der wrijvings-electriciteit, Utrecht 1869.